# 1630-talet

Slaget vid Lützen 1632.

## Händelser
- Trettioåriga kriget

## Födda
- 5 september 1638 – Ludvig XIV av Frankrike, kung av Frankrike.

## Avlidna
- 1630 - Johannes Kepler, tysk astronom och fysiker.
- 30 april 1632 - Sigismund III, Polsk kung, Litauisk Storfurste/ Sigismund I, Svensk Kung.
- 6 november 1632 - Gustav II Adolf, kung av Sverige 1611-1632.
- 15 februari 1637 - Ferdinand II, tysk-romersk kejsare.